# Anders Mathlein
Anders Olof Mathlein, född 8 april 1956 i Stockholm, är författare, journalist och tecknare. Han skriver thrillers, satir, humor, reportage och reseskildringar, och har bland annat skapat serien om den allvetande Besserwisser, boken Feel bad och må bra: överlevnadshandbok för pessimister samt medverkat med skräcknoveller i programmet Skräck i sommarnatt / Kalla kårar.
Mathlein växte upp i Solna och gick gymnasiet på Norra Real. Han studerade sedan på Journalisthögskolan i Stockholm. Som journalist har han skrivit främst kulturartiklar och resereportage och medverkat i många tidningar, bland annat Svenska Dagbladet och Axess Magasin. Under 1980- och 90-talet var han chefredaktör för resemagasinet Res.